# François Drogou
François Drogou (ur. 30 grudnia 1904 w Bohars, zm. 15 grudnia 1940 w Dżuzur Karkana) – francuski wojskowy, komandor porucznik, dowódca okrętów podwodnych.

## Życiorys
Urodził się 30 grudnia 1904 w Bohars. W 1923 wstąpił do École navale, którą ukończył dwa lata później w stopniu podporucznika marynarki (enseigne de vaisseau de 2e classe), odbył rejs na okręcie szkolnym „Jeanne d’Arc”, w 1926 został skierowany na pancernik „Paris”. W 1927 awansowany na porucznika marynarki (enseigne de vaisseau de 1re classe), został skierowany na niszczyciel „Enseigne Gabolde” a następnie na pancernik „Condorcet”.
Od kwietnia 1929 do maja 1931 służył na krążowniku „Primauguet”, przeniesiony na okręt podwodny „Argo”, 18 października 1932 awansował na kapitana marynarki (lieutenant de vaisseau), 1 sierpnia 1933 otrzymał stanowisko pierwszego oficera na „Oréade” a 1 września 1934 na „Monge”. We wrześniu 1937 objął dowództwo okrętu „Orion”.
W lutym 1940 został dowódcą okrętu „Narval”, pełniącego służbę na Morzu Śródziemnym. Drogou nie mogąc się pogodzić z warunkami rozejmu postanowił dołączyć do sił Wolnej Francji i 26 marca wpłynął do portu Valletta na Malcie. W sierpniu 1940 awansował do rangi komandora podporucznika (capitaine de corvette). Na pierwszy patrol z Malty „Narval” wypłynął 25 września w asyście brytyjskiego okrętu podwodnego HMS „Rorqual”, by 8 października powrócić do portu. Drugi patrol odbył w dniach 25 października – 3 listopada między Lampedusą a Dżuzur Karkana.
Na ostatni patrol wypłynął 2 grudnia, 13 dni później „Narval” wszedł na minę i zatonął wraz z cała załogą u wybrzeży Dżuzur Karkana. 1 stycznia 1941 François Drogou pośmiertnie awansowany do stopnia komandora porucznika (capitaine de frégate). Wrak okrętu odnaleziono dopiero w 1957.

## Awanse
- podporucznik marynarki (enseigne de vaisseau de 2e classe) (01.10.1925)[2][4]
- porucznik marynarki (enseigne de vaisseau de 1re classe) (01.10.1927)[5][4]
- kapitan marynarki (lieutenant de vaisseau) (18.10.1932)[4]
- komandor podporucznik (capitaine de corvette) (19.08.1940)[1]
- komandor porucznik (capitaine de frégate) (01.01.1941) (pośmiertnie)[1][4]

## Odznaczenia
- Krzyż Kawalerski Legii Honorowej
- Order Wyzwolenia
- Krzyż Wojenny
- Medal Ruchu Oporu
- Order Smoka Annamu

## Upamiętnienie
- Awizo typu D’Estienne d’Orves Francuskiej Marynarki Wojennej, zwodowany 30 września 1976 nosił nazwę „Drogou”
- François Drogou jest patronem ulic w swoim rodzinnym Bohars oraz w Breście
- W Breście jego nazwisko znajduje się na pomniku upamiętniającym załogę „Narvala”[6]
- Na pomniku podwodników poległych za Francję w Tulonie umieszczono jego nazwisko[7]
- Na jednej ze ścian bazy okrętów podwodnych w Lorient znajduje się płyta poświęcona jego pamięci[8]